# ليزا جاكسون
ليزا بيريز جاكسون (بالإنجليزية: Lisa P. Jackson)‏  (ولدت في 8 فبراير 1962) هي مهندسة كيميائية أمريكية شغلت منصب مدير وكالة حماية البيئة الأمريكية (EPA) من عام 2009 إلى 2013. أعلنت جاكسون في مايو 2013 أن ستنضم لشركة أبل.
ولد جاكسون في فيلادلفيا، وهي خريج جامعة تولين وجامعة برينستون. بدأت العمل كمهندسة موظفة في وكالة حماية البيئة في عام 1987؛ ثم انتقلت بعد ذلك إلى المكتب الإقليمي لرابطة حماية البيئة في مدينة نيويورك، حيث أمضت معظم سنوات عملها في الوكالة. وانضمت إلى إدارة نيوجيرسي لحماية البيئة في عام 2002، وعملت كمفوضة مساعدة للجنة الامتثال للقوانين وإنفاذها في الوكالة وكمفوضة مساعدة لإدارة استخدام الأراضي. وفي عام 2006، عينها جون كورزاين حاكم ولاية نيو جيرسي مفوضة حماية البيئة عن الولاية. كما عملت جاكسون لفترة وجيزة كرئيسة موظفي كورزاين في أواخر عام 2008.
وفي 15 ديسمبر 2008، رشحها الرئيس المنتخب باراك أوباما كمديرة لوكالة حماية البيئة، وصدق مجلس الشيوخ عل التعيين وتولت المنصب في 23 يناير 2009. أشرفت جاكسون خلال فترة ولايتها على معايير أكثر صرامة لكفاءة استهلاك الوقود؛ وكذلك ردة فعل وكالة حماية البيئة لأزمة ديبواتر هورايزون؛ وصنفت ثاني أكسيد الكربون بأنه تهديد للصحة العامة، ومنحت وكالة حماية البيئة سلطة وضع لوائح جديدة بشأن انبعاثات ثاني أكسيد الكربون؛ ووضعت خطة فاشلة لوضع حدود أكثر صرامة لتلوث الضباب الدخاني بتعديل المعايير الوطنية لجودة الهواء المحيط. أعلنت جاكسون أنها ستتنحى عن منصبها في ديسمبر 2012، وهي خطوة دخلت حيز التنفيذ في 15 فبراير 2013؛ خلفها نائب المدير بوب بيرشياسيبي الذي أصبح مديرا بالنيابة بانتظار تصديق مجلس الشيوخ على تعيين جينا مكارثي في 18 يوليو 2013 كخلف ثابت.

## روابط خارجية
- ليزا جاكسون على موقع IMDb (الإنجليزية)
- ليزا جاكسون على موقع مونزينجر (الألمانية)
- ليزا جاكسون على موقع إن إن دي بي (الإنجليزية)